# Rath (Jüchen)
Rath ist ein Ortsteil der Stadt Jüchen im Rhein-Kreis Neuss in Nordrhein-Westfalen. Der Ort liegt zwischen dem nordwestlich gelegenen Mönchengladbach und dem südöstlich gelegenen Grevenbroich. Dieser Ort umfasst lediglich zwei Straßen: die Durchgangsstraße Denkmalsstraße und die Ratherhofstraße. Der Ortsteil hat 143 Einwohner (Stand 30. November 2023).
Rath ist über die Bushaltestelle Rath Ortsmitte an den öffentlichen Personenverkehr angebunden. Die dortige Wartehalle wird auch regelmäßig für Veranstaltungen genutzt, wie z. B. St. Martin oder die Maifeierlichkeiten.
Der kulturelle Höhepunkt ist jedes Jahr das mehrtägige Schützenfest. Im Jahr 2011 hat ein Rock-und-Pop-Festival namens Rath rockt stattgefunden. Weiterhin gibt es jährlich zahlreiche Veranstaltungen für Familien mit Kindern.